# Страње (Кршко)
Страње (словен. Stranje) је насељено место у општини Кршко, Посавска регија, Словенија.

## Историја
До територијалне реорганизације у Словенији биле су у саставу старе општине Кршко.

## Становништво
У попису становништва из 2011. године, Страње су имале 103 становника.
| Број становника према пописима | Број становника према пописима | Број становника према пописима |
| ------------------------------ | ------------------------------ | ------------------------------ |
| 1991                           | 2002                           | 2011                           |
| 113                            | 110                            | 103                            |

## Галерија
- подножје Бохора, водопад Бојанца
- подножје Бохора, водопад Пекел